# NGC 694
NGC 694 est une galaxie lenticulaire (ou spirale ?) vue par la tranche et située dans la constellation du Bélier. NGC 694 a été découverte par l'astronome prussien Heinrich d'Arrest en 1861.

## Caractéristiques
Sa vitesse par rapport au fond diffus cosmologique est de 2 679 ± 20 km/s, ce qui correspond à une distance de Hubble de 39,5 ± 2,8 Mpc (∼129 millions d'al).
À ce jour, deux mesures non basées sur le décalage vers le rouge (redshift) donnent une distance de 26,950 ± 2,051 Mpc (∼87,9 millions d'al), ce qui est à l'extérieur des valeurs de la distance de Hubble.
NGC 694 présente une large raie HI et c'est une galaxie à sursaut de formation d'étoiles. NGC 694 est une galaxie dont le noyau brille dans le domaine de l'ultraviolet. Elle est inscrite dans le catalogue de Markarian sous la cote Mrk 363 (MK 363).

## Supernova
La supernova SN 2014bu a été découverte dans NGC 694 le 17 mai 2014 par l'astronome amateur sud africain Berto Monard. Cette supernova était de type IIP.

## Groupe de NGC 691

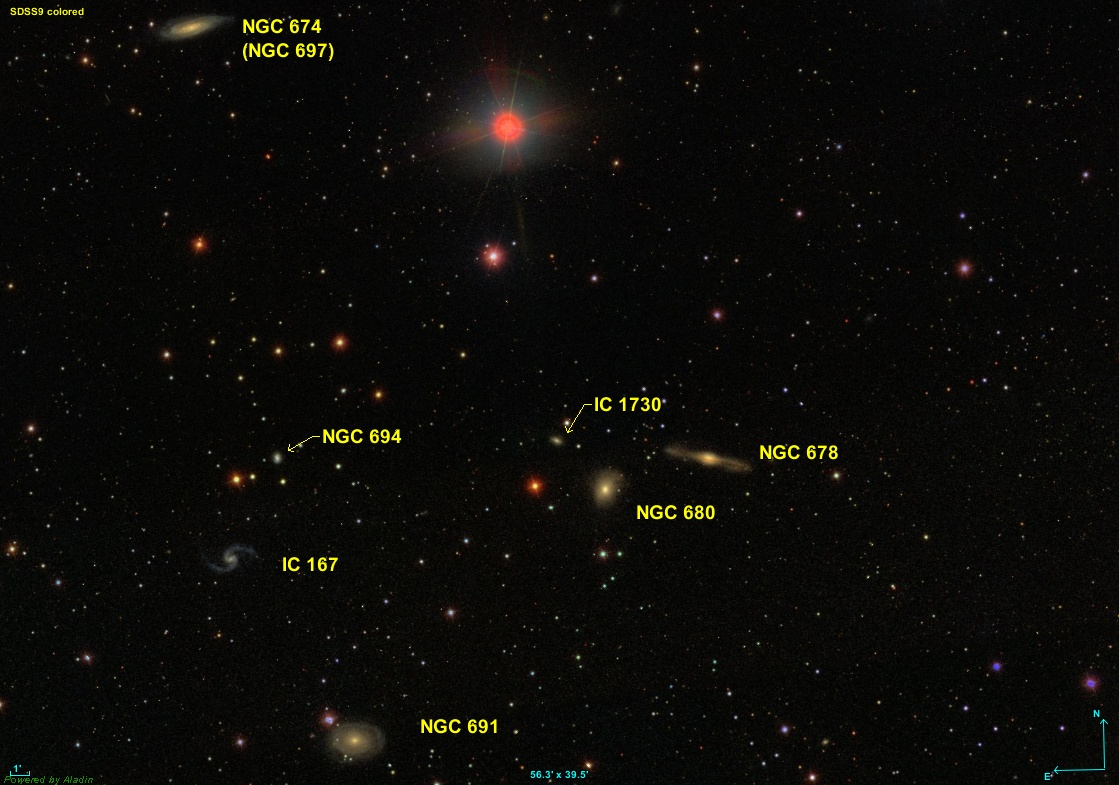
Le groupe de NGC 691 par SDSS.

NGC 694 fait partie du  groupe de NGC 691 qui comprend au moins 10 galaxies et peut-être une onzième. Sept galaxies de ce groupe inscrites dans l'article d'Abraham Mahtessian paru en 1998 sont IC 163, NGC 678, NGC 680, NGC 691, NGC 694, IC 167 et NGC 697 (=NGC 674). À ces sept galaxies, s'ajoutent 3 autres petites galaxies inscrites dans la l'article d'A.M. Garcia paru en 1993 : UGC 1287, UGC 1294 et UGC 1490. La galaxie IC 1730 pourrait s'ajouter à ce groupe, car elle est dans la même région du ciel et à une distance comparable. La galaxie la plus brillante du groupe est NGC 691 et la plus grosse est NGC 678.